# Statistique bayésienne

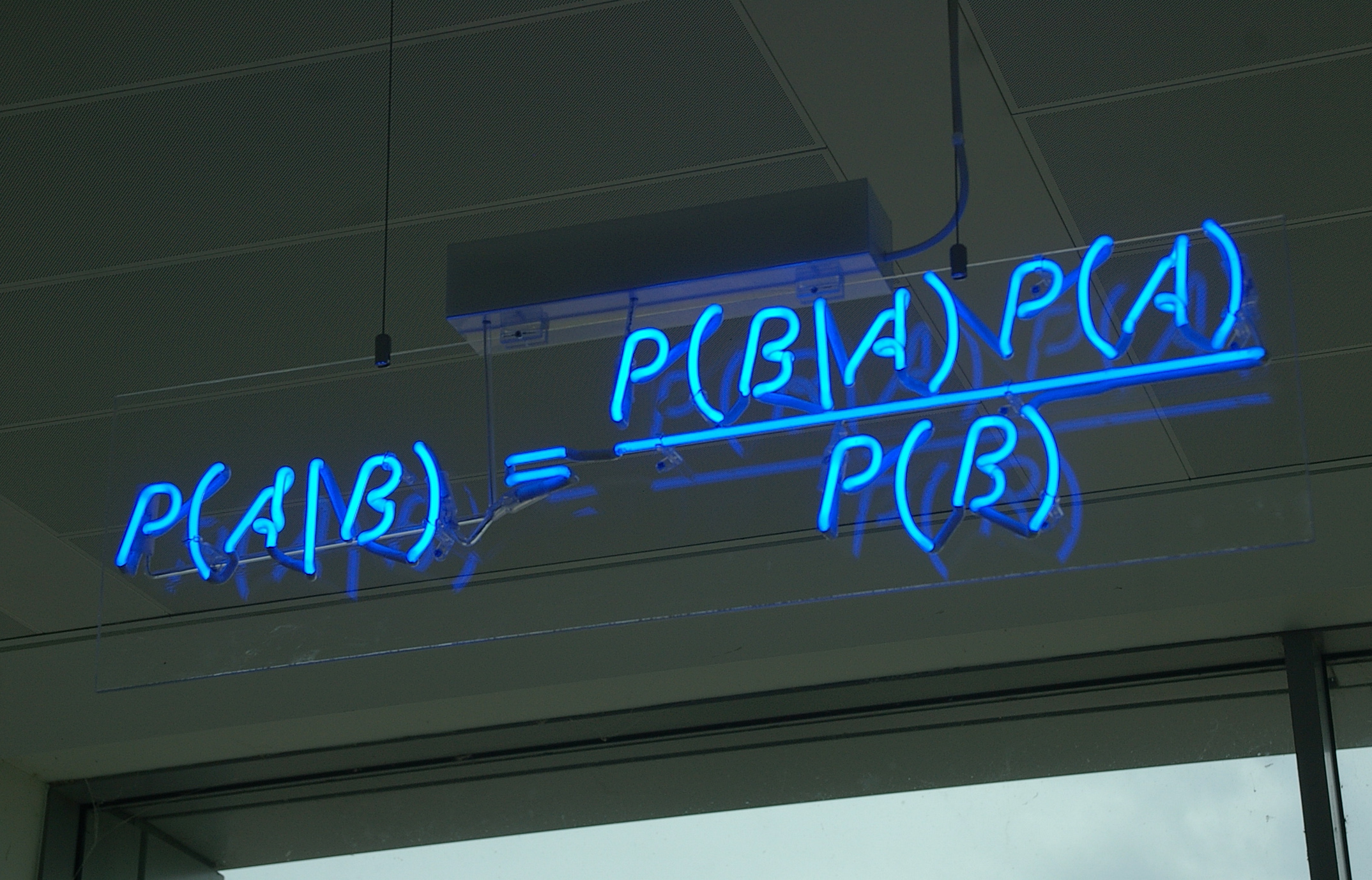
Le théorème de Bayes écrit en néon bleu dans les bureaux d'Autonomy à Cambridge.

La statistique bayésienne est une approche statistique fondée sur l'inférence bayésienne, où la probabilité exprime un degré de croyance en un événement. Le degré initial de croyance  peut être basé sur des connaissances a priori, telles que les résultats d'expériences antérieures, ou sur des croyances personnelles concernant l'événement. La perspective bayésienne diffère d'un certain nombre d'autres interprétations de la probabilité, comme l'interprétation fréquentiste qui considère la probabilité comme la limite de la fréquence relative d'un événement après de nombreux essais.
Les méthodes statistiques bayésiennes reposent sur le théorème de Bayes pour calculer et mettre à jour les probabilités après l'obtention de nouvelles données. Le théorème de Bayes décrit la probabilité conditionnelle d'un événement basée sur des informations ou des croyances antérieures sur l'événement ou les conditions liées à l'événement,. Par exemple, dans l'inférence bayésienne, le théorème de Bayes peut être utilisé pour estimer les paramètres d'une distribution de probabilité ou d'un modèle statistique. Puisque les statistiques bayésiennes traitent la probabilité comme un degré de croyance, le théorème de Bayes peut directement attribuer une distribution de probabilité qui quantifie la croyance au paramètre ou à l'ensemble de paramètres,.
Les statistiques bayésiennes ont été nommées d'après Thomas Bayes, qui a formulé un cas spécifique du théorème de Bayes dans son article publié en 1763, An Essay towards solving a Problem in the Doctrine of Chances. Dans plusieurs articles allant de la fin du 18e siècle au début du 19e siècle, Pierre-Simon de Laplace a développé l'interprétation bayésienne de la probabilité. Laplace a utilisé des méthodes qui seraient maintenant considérées comme bayésiennes pour résoudre un certain nombre de problèmes statistiques. De nombreuses méthodes bayésiennes ont été développées par des auteurs plus récents, mais le terme n'a pas été couramment utilisé pour décrire ces méthodes avant les années 1950. Pendant une grande partie du 20e siècle, les méthodes bayésiennes ont été jugées défavorablement par de nombreux statisticiens en raison de considérations philosophiques et pratiques. De nombreuses méthodes bayésiennes nécessitent beaucoup de calculs pour être complétées. Avec l'avènement d'ordinateurs puissants et de nouvelles méthodes de simulation, les méthodes bayésiennes ont été de plus en plus utilisées dans les statistiques au 21e siècle,.
En statistique bayésienne :
- on interprète les probabilités comme un degré de croyance plutôt que comme la fréquence limite d'un phénomène ;
- on modélise les paramètres du modèle par des lois de probabilité ;
- on infère des paramètres devenant d'autant plus plausibles à mesure qu'on affine cette distribution de probabilité au fur et à mesure que sont connus de nouveaux résultats d'observation[6].

## Méthode
Une analyse bayésienne demande au départ une première modélisation très brute des connaissances. On estime à cette fin les ordres de grandeur vraisemblables des résultats (par exemple une moyenne, mais éventuellement aussi d'autres informations) et on leur associe une distribution de probabilité.
Le nombre de distributions de probabilité ayant la même moyenne étant infini, la distribution choisie sera la moins informée de toutes celles qui respectent les contraintes, puisque n'introduisant aucune information parasite, conformément au principe d'entropie maximale.
Cette information « floue » de départ (probabilité a priori) est ensuite affinée par les observations à l'aide de la loi de Bayes, et donne ainsi une distribution a posteriori de plus en plus fine parce que traduisant en totalité l'information apportée par les observations. La probabilité a posteriori après une observation devenant la probabilité a priori avant l'observation suivante a posteriori probable.

## Outils
La Méthode de Monte-Carlo par chaînes de Markov et ses dérivées sont des outils puissants pour la détermination de calculs bayésiens, bien que chacun d'entre eux ne réponde pas à toutes les populations à étudier, si bien que ces méthodes évoluent en permanence pour s'adapter aux besoins de configurations précises.